# Best of Solo Albums
Best of Solo Albums, även The Best of Solo Albums, är ett samlingsalbum av hårdrocksgruppen Kiss, utgivet 1979. Albumet innehåller en samling låtar från de fyra medlemmarnas respektive soloalbum: Ace Frehley, Gene Simmons, Paul Stanley och Peter Criss. 
Best of Solo Albums släpptes på LP och kassett.

## Låtförteckning
Europeiska utgåvan
Sida A
1. New York Groove (Russ Ballard)
2. Rip It Out (Frehley/S. Kelly/L. Kelly)
3. Speedin' Back To My Baby (A. Frehley/J. Frehley)
4. You Matter To Me (Vastano/Morgan/Poncia)
5. Tossin' And Turnin' (Adam/Rene)
6. Hooked On Rock And Roll' (Pendrige/Criss/Poncia)

Sida B
1. Radioactive (Simmons)
2. Mr. Make Believe (Simmons)
3. See You In Your Dreams (Simmons)
4. Tonight You Belong To Me (Stanley)
5. Move On (Stanley/Japp)
6. Hold Me, Touch Me (Stanley)

Tyska utgåvan
1. New York Groove (Russ Ballard) – 3:01
2. Living In Sin (Gene Simmons, Sean Delaney, Howard Marks) – 3:50
3. See You Tonite (Simmons) – 2:30
4. Rip It Out (Ace Frehley, Larry Kelly, Sue Kelly) – 3:39
5. Fractured Mirror (Frehley) – 5:25
6. Don't You Let Me Down (Peter Criss, Stan Penridge) – 3:38
7. Radioactive (Simmons) – 3:50
8. Tonight You Belong To Me (Stanley) – 4:39
9. Take Me Away (Stanley, Mikel Japp) – 5:26
10. Rock Me, Baby (Delaney) – 2:50
11. I Can't Stop The Rain (Delaney) – 4:25
12. Hold Me, Touch Me (Stanley) – 3:40

Australiska utgåvan
1. Hold Me, Touch Me – 3:40
2. Tonight You Belong To Me – 4:39
3. Move On – 3:07
4. Don't You Let Me Down – 3:38
5. Hooked on Rock And Roll – 3:37
6. I Can't Stop The Rain – 4:25
7. New York Groove – 3:01
8. Speedin' Back To My Baby – 3:35
9. Rip It Out – 3:39
10. Radioactive – 3:50
11. Mr. Make Believe – 4:00
12. Living In Sin – 3:50

Argentinska utgåvan
1. Wouldn't You Like To Know Me (Stanley) – 3:16
2. It's Alright (Stanley) – 3:31
3. Hold Me, Touch Me – 3:40
4. You Matter To Me – 3:15
5. That's The Kind Of Sugar Papa Likes (Criss, Penridge) – 2:37
6. I Can't Stop The Rain – 4:25
7. New York Groove – 3:01
8. Rip It Out – 3:39
9. What's In Your Mind (Frehley) – 3:26
10. See You in Your Dreams – 2:48
11. Radioactive – 3:50

## Medverkande
- Gene Simmons – elbas, sång
- Paul Stanley – gitarr, sång
- Ace Frehley – sologitarr, sång
- Peter Criss – trummor, sång